# Nekrolog November 2016
Nekrolog
◄◄
| ◄
| 2012
| 2013
| 2014
| 2015
| 2016 | 2017 | 2018 | 2019 | 2020 | ►
Januar |
Februar |
März |
April |
Mai |
Juni |
Juli |
August |
September |
Oktober |
November |
Dezember 2016
Weitere Ereignisse | Allgemeiner Nekrolog 2016
Die Beschreibung der verstorbenen Person sollte so kurz wie möglich gehalten sein und nur deren signifikante Tätigkeit(en) enthalten.
Neue Namen ggf. auch unter dem Geburts- und Sterbedatum, also etwa unter 1. Januar und im Geburts- und Sterbejahr (2024) eintragen (nur bei entsprechender großer Wichtigkeit). Für Beispiele siehe die schon vorhandenen Artikel.
Außerdem über die fünf zuletzt Verstorbenen, zu denen es einen ausreichend guten Artikel für eine Präsentation auf der Hauptseite gibt, nach der todesbedingten Überarbeitung der Artikel ggf. auch unter Wikipedia Diskussion:Hauptseite informieren und sie am besten auch in den anderen Wikipedia-Sprachversionen eintragen. Tipp: Regelmäßig bei news.google.de nach „ist tot“, „gestorben“ oder „verstorben“ suchen.
Wenn eine Person gestorben ist, gibt es viele Seiten zu dieser Person in der Wikipedia, die davon auch betroffen sind und entsprechend aktualisiert werden müssen. Beispiele: Namenübersichtsseite, Geburtsjahr, Geburtsort-Seiten und viele mehr.
Wie finde ich die betroffenen Seiten?
Im Suchfeld auf der linken Seite gibt man den Suchbegriff so ein: „Vorname Nachname“. Dann klickt man auf Volltext und alle Seiten mit entsprechendem Suchtext werden aufgerufen. Hier sieht man dann schnell, wo auch das Todesjahr Sinn macht oder sogar ein Teil des Artikels angepasst werden muss. Auch hilft das „Werkzeug“ auf der linken Seite sehr gut, um solche Seiten aufzufinden: „Links auf diese Seite“. Somit ist die Wikipedia wieder aktuell in allen Bereichen! Hinweis: bei Eintragung der Kategorie „Gestorben JAHR“ wird der Missbrauchsfilter 49 ausgelöst, was jedoch nicht schlimm ist. Siehe: Spezial:Missbrauchsfilter/49
Dies ist eine Liste von im November 2016 verstorbenen bekannten Persönlichkeiten. Die Einträge erfolgen innerhalb der einzelnen Daten alphabetisch sortiert. Tiere sind im Nekrolog für Tiere zu finden.

## November
| Tag          | Name                                     | Beruf, bekannt als                                                                     | Alter | Beleg |
| ------------ | ---------------------------------------- | -------------------------------------------------------------------------------------- | ----- | ----- |
| 30. November | Anas al-Basha                            | syrischer Sozialarbeiter und Clown                                                     | 24    |       |
| 30. November | Joe Dever                                | britischer Autor und Spieleentwickler                                                  | 60    |       |
| 30. November | Alice Drummond                           | US-amerikanische Schauspielerin                                                        | 88    |       |
| 30. November | Amar Ezzahi                              | algerischer Sänger und Mandole-Spieler                                                 | 75    |       |
| 30. November | Michel Houel                             | französischer Politiker                                                                | 74    |       |
| 30. November | Kamilló Lendvay                          | ungarischer Komponist                                                                  | 87    |       |
| 30. November | Leonard Lewis                            | britischer Friseur                                                                     | 78    |       |
| 30. November | Reinhard Ludewig                         | deutscher Pharmakologe und Toxikologe                                                  | 93    |       |
| 30. November | Peng Chang-kuei                          | chinesischer Koch und Unternehmer                                                      | 98    |       |
| 30. November | Hans Schleiter                           | deutscher Veterinärmediziner und Chirurg                                               | 96    |       |
| 30. November | Peter Schönlein                          | deutscher Pädagoge und Politiker                                                       | 77    |       |
| 30. November | Robert T. Seeley                         | US-amerikanischer Mathematiker                                                         | 84    |       |
| 30. November | Frane Selak                              | kroatischer Musiklehrer                                                                | 87    |       |
| 30. November | Alexander Stefi                          | deutscher Theaterschauspieler                                                          | 63    |       |
| 30. November | Sinclair Stevens                         | kanadischer Politiker                                                                  | 89    |       |
| 30. November | Grant Tinker                             | US-amerikanischer Rundfunkmanager                                                      | 90    |       |
| 29. November | Flore Singer Åslid                       | norwegische Sozialanthropologin                                                        | 44    |       |
| 29. November | Danilo                                   | brasilianischer Fußballspieler                                                         | 31    |       |
| 29. November | Hans-Jürgen Ehricht                      | deutscher Grafiker und Politiker (NDPD), MdV                                           | 78    |       |
| 29. November | Petra Ernst                              | deutsch-österreichische Literatur- und Kulturwissenschaftlerin                         | 59    |       |
| 29. November | Bernard G. Harvey                        | britisch-US-amerikanischer Chemiker (Kernchemie)                                       | 97    |       |
| 29. November | Kaj E. Jensen                            | dänischer Radrennfahrer                                                                | 74    |       |
| 29. November | Luis Alberto Monge Álvarez               | costa-ricanischer Politiker                                                            | 90    |       |
| 29. November | Hardy Myers                              | US-amerikanischer Jurist und Politiker                                                 | 77    |       |
| 29. November | Claudio Pavone                           | italienischer Historiker                                                               | 95    |       |
| 29. November | Andrew Rippin                            | kanadischer Islamwissenschaftler                                                       | 66    |       |
| 29. November | Alexander Thieme                         | deutscher Leichtathlet                                                                 | 62    |       |
| 29. November | Allan Zavod                              | australischer Pianist und Komponist                                                    | 71    |       |
| 28. November | Ananias                                  | brasilianischer Fußballspieler                                                         | 27    |       |
| 28. November | Matheus Biteco                           | brasilianischer Fußballspieler                                                         | 21    |       |
| 28. November | Caio Júnior                              | brasilianischer Fußballtrainer                                                         | 51    |       |
| 28. November | Canela                                   | brasilianischer Fußballspieler                                                         | 22    |       |
| 28. November | Caramelo                                 | brasilianischer Fußballspieler                                                         | 22    |       |
| 28. November | William Christenberry                    | US-amerikanischer Fotograf                                                             | 80    |       |
| 28. November | W. Wistar Comfort                        | US-amerikanischer Mathematiker                                                         | 83    |       |
| 28. November | Michael James Delligatti                 | US-amerikanischer Unternehmer und Erfinder                                             | 98    |       |
| 28. November | Dener                                    | brasilianischer Fußballspieler                                                         | 25    |       |
| 28. November | Gil                                      | brasilianischer Fußballspieler                                                         | 29    |       |
| 28. November | Gimenez                                  | brasilianischer Fußballspieler                                                         | 21    |       |
| 28. November | Lucas Gomes                              | brasilianischer Fußballspieler                                                         | 26    |       |
| 28. November | Nancy Guguich                            | uruguayische Schauspielerin, Komponistin, Lehrerin und Dozentin                        | 76    |       |
| 28. November | Adolfo Horta                             | kubanischer Boxer                                                                      | 59    |       |
| 28. November | Josimar                                  | brasilianischer Fußballspieler                                                         | 30    |       |
| 28. November | Kempes                                   | brasilianischer Fußballspieler                                                         | 34    |       |
| 28. November | Kim Myong-guk                            | nordkoreanischer Politiker und General                                                 | 76    |       |
| 28. November | Georg Lhotsky                            | österreichischer Schauspieler und Regisseur                                            | 79    |       |
| 28. November | Filipe Machado                           | brasilianischer Fußballspieler                                                         | 32    |       |
| 28. November | Arthur Maia                              | brasilianischer Fußballspieler                                                         | 24    |       |
| 28. November | Sérgio Manoel                            | brasilianischer Fußballspieler                                                         | 27    |       |
| 28. November | Marcelo                                  | brasilianischer Fußballspieler                                                         | 25    |       |
| 28. November | Oscar Mudry                              | Schweizer Eishockeyspieler                                                             | 91    |       |
| 28. November | Michal Plocek                            | tschechischer Ruderer                                                                  | 22    |       |
| 28. November | Bruno Rangel                             | brasilianischer Fußballspieler                                                         | 34    |       |
| 28. November | Wolfgang Raufelder                       | deutscher Politiker                                                                    | 59    |       |
| 28. November | Cléber Santana                           | brasilianischer Fußballspieler                                                         | 35    |       |
| 28. November | Mário Sérgio                             | brasilianischer Fußballspieler und Sportreporter                                       | 66    |       |
| 28. November | Sigurd Syversen                          | norwegischer KZ-Überlebender                                                           | 95    |       |
| 28. November | Mark Taimanow                            | sowjetischer bzw. russischer Schachspieler und Pianist                                 | 90    |       |
| 28. November | Tiaguinho                                | brasilianischer Fußballspieler                                                         | 22    |       |
| 28. November | Thiego                                   | brasilianischer Fußballspieler                                                         | 30    |       |
| 28. November | Van Williams                             | US-amerikanischer Schauspieler                                                         | 82    |       |
| 28. November | Keo Woolford                             | US-amerikanischer Schauspieler und Filmproduzent                                       | 49    |       |
| 27. November | Münir Akça                               | türkischer Schauspieler                                                                | 65    |       |
| 27. November | Nijolė Ambrazaitytė                      | sowjetische bzw. litauische Opernsängerin                                              | 77    |       |
| 27. November | Winfried Dotzauer                        | deutscher Historiker                                                                   | 80    |       |
| 27. November | Ioannis Grivas                           | griechischer Politiker                                                                 | 93    |       |
| 27. November | David House                              | US-amerikanischer Schauspieler                                                         | 57    |       |
| 27. November | Werner Krolikowski                       | deutscher Politiker                                                                    | 88    |       |
| 27. November | Nikolai Lawjorow                         | sowjetischer bzw. russischer Geologe                                                   | 86    |       |
| 27. November | Tony Martell                             | US-amerikanischer Musikproduzent                                                       | 90    |       |
| 27. November | Martin Mayer                             | deutscher Amateurastronom                                                              | 84    |       |
| 27. November | Bruce Mazlish                            | US-amerikanischer Historiker                                                           | 93    |       |
| 27. November | Jean Salvy                               | französisch-kanadischer Drehbuchautor und Regisseur                                    | 84    |       |
| 27. November | Erwin Schadel                            | deutscher Philosoph                                                                    | 70    |       |
| 27. November | D. Brian Spalding                        | britischer Ingenieurwissenschaftler                                                    | 93    |       |
| 26. November | Alv Gjestvang                            | norwegischer Eisschnellläufer                                                          | 79    |       |
| 26. November | Peter Hintze                             | deutscher Politiker                                                                    | 66    |       |
| 26. November | Juri Jelissejew                          | russischer Schachspieler                                                               | 20    |       |
| 26. November | Johann Kirner                            | österreichischer Landesbediensteter und Politiker, Landtagsabgeordneter der Steiermark | 92    |       |
| 26. November | Peter Hans Kolvenbach                    | niederländischer Geistlicher                                                           | 87    |       |
| 26. November | Jean Moore                               | australische Politikerin                                                               | 83    |       |
| 26. November | Petras Norkūnas                          | litauischer Chirurg                                                                    | 104   |       |
| 26. November | Russell Oberlin                          | US-amerikanischer Countertenor                                                         | 88    |       |
| 26. November | Russell Shedd                            | US-amerikanischer Missionar und Bibelübersetzer                                        | 87    |       |
| 26. November | Hannelore Siegel                         | deutsche Landwirtin und Politikerin                                                    | 75    |       |
| 26. November | Welko Walkanow                           | bulgarischer Politiker                                                                 | 89    |       |
| 26. November | Fritz Weaver                             | US-amerikanischer Schauspieler                                                         | 90    |       |
| 25. November | Colonel Abrams                           | US-amerikanischer Sänger, Songwriter und House-Musiker                                 | 67    |       |
| 25. November | Erich Bloch                              | US-amerikanischer Informatiker und Ingenieur                                           | 91    |       |
| 25. November | Fidel Castro                             | kubanischer Revolutionär und Politiker                                                 | ≈90   |       |
| 25. November | Herbert Fleissner                        | deutscher Jurist und Verleger                                                          | 88    |       |
| 25. November | Ron Glass                                | US-amerikanischer Schauspieler                                                         | 71    |       |
| 25. November | Trevor Goddard                           | südafrikanischer Cricketspieler                                                        | 85    |       |
| 25. November | David Hamilton                           | britischer Fotograf und Filmemacher                                                    | 83    |       |
| 25. November | Pauline Oliveros                         | US-amerikanische Komponistin                                                           | 84    |       |
| 25. November | Ruprecht Paqué                           | deutscher Übersetzer                                                                   | 92    |       |
| 25. November | Margaret Rhodes                          | britische Angehörige des Königshauses                                                  | 91    |       |
| 25. November | Gerhard Rüschen                          | deutscher Industriemanager                                                             | 84    |       |
| 25. November | Johannes Schober                         | deutscher Radrennfahrer                                                                | 81    |       |
| 25. November | Peter Schweri                            | Schweizer Künstler                                                                     | 77    |       |
| 25. November | Goran Suton                              | kroatischer Handballspieler und -trainer                                               | 48    |       |
| 25. November | Thomas Taylor, Baron Taylor of Blackburn | britischer Politiker                                                                   | 87    |       |
| 25. November | Kurt F. Viermetz                         | deutscher Banker                                                                       | 77    |       |
| 24. November | Marcos Ana                               | spanischer Schriftsteller                                                              | 96    | [ 1 ] |
| 24. November | Dirk Brouër                              | deutscher Ministerialbeamter                                                           | 71    |       |
| 24. November | Erich Donnert                            | deutscher Historiker und Slawist                                                       | 88    |       |
| 24. November | Chuck Flores                             | US-amerikanischer Jazzschlagzeuger                                                     | 81    |       |
| 24. November | Shirley Bunnie Foy                       | US-amerikanische Sängerin                                                              | 80    |       |
| 24. November | Florence Henderson                       | US-amerikanische Schauspielerin                                                        | 82    |       |
| 24. November | Marianne Lindner                         | deutsche Schauspielerin                                                                | 93    |       |
| 24. November | František Peterka                        | tschechischer Schauspieler                                                             | 94    |       |
| 24. November | Jean Robert                              | Schweizer Grafiker und Designer                                                        | 71    |       |
| 24. November | Sabrina                                  | britische Schauspielerin                                                               | 80    |       |
| 24. November | Jochen Schenck                           | deutscher Schauspieler und Hörspielsprecher                                            | 87    |       |
| 24. November | Lou Tracey                               | US-amerikanischer Liedtexter                                                           | 88    |       |
| 23. November | Rita Barberá                             | spanische Politikerin                                                                  | 68    |       |
| 23. November | Willy E. Baumgartner                     | Schweizer Physiker                                                                     | 96    |       |
| 23. November | Ralph Branca                             | US-amerikanischer Baseballspieler                                                      | 90    |       |
| 23. November | Joe Esposito                             | US-amerikanischer Musikmanager                                                         | 78    |       |
| 23. November | Ernst Hilmar                             | österreichischer Musikwissenschaftler                                                  | 78    | (PDF) |
| 23. November | Robert Huber                             | Schweizer Politiker                                                                    | 83    |       |
| 23. November | Peter Komarek                            | österreichischer Elektroingenieur                                                      | 75    |       |
| 23. November | Michael Müller                           | deutscher Bassist                                                                      | 64    |       |
| 23. November | Guy Rousseau                             | kanadischer Eishockeyspieler                                                           | 81    |       |
| 23. November | François Roustang                        | französischer Philosoph, Ordensgeistlicher, Psychoanalytiker und Hypnotherapeut        | 93    |       |
| 23. November | Andrew Sachs                             | britisch-deutscher Schauspieler                                                        | 86    |       |
| 23. November | Marija Schtscherbatschenko               | ukrainische Sanitäterin                                                                | 94    |       |
| 23. November | Jerry Tucker                             | US-amerikanischer Schauspieler                                                         | 91    |       |
| 23. November | Karin Wittneben                          | deutsche Pflege- und Erziehungswissenschaftlerin                                       | 81    |       |
| 22. November | M. Balamuralikrishna                     | indischer Musiker und Komponist                                                        | 86    |       |
| 22. November | Gerhard Garstenauer                      | österreichischer Architekt                                                             | 91    |       |
| 22. November | Sigrid Lichtenberger                     | deutsche Schriftstellerin                                                              | 93    |       |
| 22. November | M. G. K. Menon                           | indischer Physiker und Politiker                                                       | 88    |       |
| 22. November | John O’Riordan                           | irischer Bischof                                                                       | 92    |       |
| 22. November | Ernst-Günther Prühs                      | deutscher Pädagoge und Politiker                                                       | 98    |       |
| 22. November | Peter Sumner                             | australischer Schauspieler                                                             | 74    |       |
| 22. November | Mathew Vattackuzhy                       | indischer Bischof                                                                      | 86    |       |
| 22. November | Ram Naresh Yadav                         | indischer Politiker                                                                    | 89    |       |
| 21. November | Hans-Jürgen Bersch                       | deutscher Chemiker und Wissenschaftsjournalist                                         | 91    |       |
| 21. November | Karimat El-Sayed                         | ägyptische Physikerin                                                                  | 82    |       |
| 21. November | Richard Held                             | US-amerikanischer Psychologe                                                           | 94    |       |
| 21. November | Claudio Lostanau                         | peruanischer Fußballspieler und -trainer                                               | 77    |       |
| 21. November | Matthias Mauritz                         | deutscher Fußballspieler                                                               | 92    |       |
| 21. November | Hanskarl Müller-Buschbaum                | deutscher Chemiker und Hochschullehrer                                                 | 85    |       |
| 21. November | Jörg Schneider                           | deutscher Mediziner                                                                    | 88    |       |
| 21. November | Wladimir Wiktorowitsch Semjonow          | sowjetischer Wasserballspieler                                                         | 78    |       |
| 21. November | Jean-Claude Risset                       | französischer Komponist und Pionier der Elektronischen Musik                           | 78    |       |
| 21. November | Karina Türr                              | deutsche Kunsthistorikerin und Galeristin                                              | 74    |       |
| 21. November | René Vignal                              | französischer Fußballtorhüter                                                          | 90    |       |
| 21. November | Max Ziegelbauer                          | deutscher Weihbischof                                                                  | 93    |       |
| 20. November | Gabriel Badilla                          | costa-ricanischer Fußballspieler                                                       | 32    |       |
| 20. November | Wilfried Ehlers                          | deutscher Agrarwissenschaftler                                                         | 77    |       |
| 20. November | Gene Guarilia                            | US-amerikanischer Basketballspieler                                                    | 78    |       |
| 20. November | Janellen Huttenlocher                    | US-amerikanische Psychologin                                                           | 84    |       |
| 20. November | Helmut Keßler                            | deutscher Banker                                                                       | 86    |       |
| 20. November | Boško Kućanski                           | jugoslawischer bzw. bosnischer Bildhauer                                               | 85    |       |
| 20. November | Hod O’Brien                              | US-amerikanischer Jazzpianist                                                          | 80    |       |
| 20. November | Diógenes da Silva Matthes                | brasilianischer Bischof                                                                | 85    |       |
| 20. November | Donald Smythe                            | kanadischer Badmintonspieler                                                           | 92    |       |
| 20. November | Ulf J. Söhmisch                          | deutscher Schauspieler und Synchronsprecher                                            | 78    |       |
| 20. November | Konstantinos Stefanopoulos               | griechischer Politiker                                                                 | 90    |       |
| 20. November | William Trevor                           | irischer Schriftsteller                                                                | 88    |       |
| 19. November | Esther Bauer                             | deutsch-US-amerikanische Holocaust-Überlebende                                         | 92    |       |
| 19. November | Erwin Hecht                              | deutscher Bischof                                                                      | 83    | (PDF) |
| 19. November | Jacques Henry                            | französischer Automobilrennfahrer                                                      | 74    |       |
| 19. November | Dominique Répécaud                       | französischer Gitarrist und Musikveranstalter                                          | 61    |       |
| 19. November | Christian Salaba                         | österreichischer Fußballspieler                                                        | 45    |       |
| 19. November | Heribert Sasse                           | österreichischer Schauspieler und Intendant                                            | 71    |       |
| 19. November | Hermann Josef Schmitz                    | deutscher Politiker                                                                    | 80    |       |
| 19. November | Paul Sylbert                             | US-amerikanischer Szenenbildner                                                        | 88    |       |
| 18. November | Denton Cooley                            | US-amerikanischer Mediziner                                                            | 96    |       |
| 18. November | Friedrich-Wilhelm Frenz                  | deutscher Agrarwissenschaftler                                                         | 82    |       |
| 18. November | Joachim Hoffmann                         | deutscher Politiker (SED)                                                              | 93    |       |
| 18. November | Sharon Jones                             | US-amerikanische Soulsängerin                                                          | 60    |       |
| 18. November | Musa Musalaev                            | tatarischer Kickboxer                                                                  | 37    |       |
| 18. November | Peter von Oldenburg                      | deutscher Adliger und Unternehmer                                                      | 90    |       |
| 18. November | Michael Prinz                            | deutscher Historiker                                                                   | 64    |       |
| 18. November | Ernst-Otto Reher                         | deutscher Ingenieurwissenschaftler                                                     | 80    |       |
| 18. November | Liu Sung-pan                             | taiwanischer Politiker                                                                 | 84    |       |
| 18. November | Théophane Matthew Thannickunnel          | indischer Bischof                                                                      | 88    |       |
| 18. November | Armando Tobar                            | chilenischer Fußballspieler                                                            | 78    |       |
| 18. November | Eberhard Zeidler                         | deutscher Mathematiker                                                                 | 76    |       |
| 17. November | Zenon Czechowski                         | polnischer Radrennfahrer                                                               | 69    |       |
| 17. November | Joseph Khoury                            | libanesischer Bischof                                                                  | 80    |       |
| 17. November | Hans Manz                                | Schweizer Kinderbuchautor                                                              | 85    |       |
| 17. November | Paul Kanut Schäfer                       | deutscher Schriftsteller                                                               | 94    |       |
| 17. November | Srinivas Kumar Sinha                     | indischer Militär und Politiker                                                        | 90    |       |
| 17. November | Whitney Smith                            | US-amerikanischer Flaggenkundler                                                       | 76    |       |
| 17. November | Jutta Vulpius                            | deutsche Opernsängerin                                                                 | 88    |       |
| 16. November | Len Allchurch                            | walisischer Fußballspieler und -trainer                                                | 83    |       |
| 16. November | Jay Wright Forrester                     | US-amerikanischer Informatiker                                                         | 98    |       |
| 16. November | Friedrich Fuchs                          | deutscher Kunsthistoriker                                                              | 64    |       |
| 16. November | Konrad Kraske                            | deutscher Politiker                                                                    | 90    |       |
| 16. November | Melvin R. Laird                          | US-amerikanischer Politiker                                                            | 94    |       |
| 16. November | Tomislav Neralić                         | jugoslawischer Opernsänger                                                             | 98    |       |
| 16. November | Hans-Günter Neues                        | deutscher Fußballspieler und -trainer                                                  | 66    |       |
| 16. November | Robert Paiste                            | estnisch-schweizerischer Instrumentenbauer                                             | 84    |       |
| 16. November | Juri Popow                               | russischer Insektenkundler und Paläontologe                                            | 80    |       |
| 16. November | Daniel Prodan                            | rumänischer Fußballspieler                                                             | 44    |       |
| 16. November | Peter Ruta                               | US-amerikanischer Maler                                                                | 98    |       |
| 16. November | Helmut Unger                             | deutscher Heimatforscher                                                               | 93    |       |
| 16. November | Hans-Joachim Wolfram                     | deutscher Journalist und Fernsehmoderator                                              | 82    |       |
| 15. November | Mose Allison                             | US-amerikanischer Jazzmusiker                                                          | 89    |       |
| 15. November | Sixto Durán Ballén                       | ecuadorianischer Politiker                                                             | 95    |       |
| 15. November | Cliff Barrows                            | US-amerikanischer Gospel-Musiker, evangelikaler Geistlicher                            | 93    |       |
| 15. November | Bobby Campbell                           | nordirischer Fußballspieler                                                            | 60    |       |
| 15. November | Bharat Chattoo                           | indischer Mikrobiologe                                                                 | 67    |       |
| 15. November | Hans-Joachim Czub                        | deutscher Jurist                                                                       | 65    |       |
| 15. November | Alfred Gerstl                            | österreichischer Politiker und Sportfunktionär                                         | 93    |       |
| 15. November | Stéphane Karo                            | belgischer Bandinitiator und Musiker                                                   | 56    |       |
| 15. November | Nana Afia Kobi Serwaa Ampem II           | ghanaische Königinmutter der Aschanti                                                  | 109   |       |
| 15. November | Narf                                     | spanischer Sänger und Komponist                                                        | 48    |       |
| 15. November | Ada Pace                                 | italienische Autorennfahrerin                                                          | 92    |       |
| 15. November | Paul Rosche                              | deutscher Ingenieur                                                                    | 82    |       |
| 15. November | Ignacio Tinoco                           | US-amerikanischer Chemiker                                                             | 85    |       |
| 15. November | Bob Walsh                                | kanadischer Bluesmusiker                                                               | 68    |       |
| 14. November | Adolfas Brėskis                          | litauischer Ingenieur und Mechaniker                                                   | 78    |       |
| 14. November | Hans Buchheim                            | deutscher Politikwissenschaftler                                                       | 94    |       |
| 14. November | Holly Dunn                               | US-amerikanische Country-Sängerin und -Songschreiberin                                 | 59    |       |
| 14. November | Gun Hellsvik                             | schwedische Politikerin                                                                | 74    |       |
| 14. November | Werner Holzer                            | deutscher Publizist                                                                    | 90    |       |
| 14. November | Christian Huhndorf                       | österreichischer Rundfunkmeteorologe                                                   | 53    |       |
| 14. November | Gwen Ifill                               | US-amerikanische Journalistin                                                          | 61    |       |
| 14. November | José Lacay                               | dominikanischer Sänger                                                                 | 69    |       |
| 14. November | David Mancuso                            | US-amerikanischer DJ                                                                   | 72    |       |
| 14. November | Tony Monte                               | US-amerikanischer Pianist und Arrangeur                                                | 77    |       |
| 14. November | Gardnar Mulloy                           | US-amerikanischer Tennisspieler                                                        | 102   |       |
| 14. November | Werner Vogel                             | deutscher Archivar und Historiker                                                      | 85    |       |
| 14. November | Janet Wright                             | kanadische Schauspielerin                                                              | 71    |       |
| 13. November | Luigi Caccia Dominioni                   | italienischer Architekt                                                                | 102   |       |
| 13. November | Hans Konrad König                        | deutscher Verbandsjurist                                                               | 93    |       |
| 13. November | Enzo Maiorca                             | italienischer Apnoetaucher                                                             | 85    |       |
| 13. November | Edmund F. McCaffrey                      | US-amerikanischer Geistlicher                                                          | 83    |       |
| 13. November | Laurent Pokou                            | ivorischer Fußballspieler                                                              | 69    |       |
| 13. November | Leon Russell                             | US-amerikanischer Rockmusiker                                                          | 74    |       |
| 13. November | Hans-Dieter Schnell                      | deutscher Politiker                                                                    | 77    |       |
| 13. November | Aloysius Ferdinandus Zichem              | surinamischer Bischof                                                                  | 83    |       |
| 12. November | Turki ibn Abd al-Aziz                    | saudi-arabischer Prinz                                                                 | 83    |       |
| 12. November | Gabriele Bickendorf                      | deutsche Kunsthistorikerin                                                             | 63    |       |
| 13. November | Doris Egbring-Kahn                       | deutsche Schauspielerin                                                                | 89    |       |
| 12. November | Guilherme Franco                         | brasilianischer Perkussionist                                                          | 69    |       |
| 12. November | János Gönczöl                            | deutscher Schauspieler                                                                 | 94    |       |
| 12. November | Robert Kabel                             | kanadischer Eishockeyspieler                                                           | 82    |       |
| 12. November | Adolf Kunstwadl                          | deutscher Fußballspieler                                                               | 76    |       |
| 12. November | Joachim Neuhaus                          | deutscher Sprachwissenschaftler                                                        | 71    |       |
| 12. November | Tom Neyman                               | US-amerikanischer Filmschaffender                                                      | 80    |       |
| 12. November | Lupita Tovar                             | mexikanische Schauspielerin                                                            | 106   |       |
| 12. November | Paul Vergès                              | französischer Politiker                                                                | 91    |       |
| 12. November | Jacques Werup                            | schwedischer Musiker, Schriftsteller und Drehbuchautor                                 | 71    |       |
| 12. November | Yu Xu                                    | chinesische Kampfpilotin                                                               | 30    |       |
| 11. November | Ilse Aichinger                           | österreichische Schriftstellerin                                                       | 95    |       |
| 11. November | Victor Bailey                            | US-amerikanischer Bassist                                                              | 56    |       |
| 11. November | Uwe Bracht                               | deutscher Fußballspieler                                                               | 63    |       |
| 11. November | Wolf Calebow                             | deutscher Diplomat                                                                     | 82    |       |
| 11. November | Željko Čajkovski                         | jugoslawischer Fußballspieler und -trainer                                             | 91    |       |
| 11. November | Perico Fernández                         | spanischer Boxer                                                                       | 64    |       |
| 11. November | Wilfried Hilgert                         | deutscher Unternehmer und Sportmäzen                                                   | 83    |       |
| 11. November | Saki Kaskas                              | griechisch-kanadischer Komponist für Videospielmusik                                   | 45    |       |
| 11. November | Leonid Keldysch                          | sowjetischer und russischer Physiker                                                   | 85    |       |
| 11. November | James Hamilton McLean                    | amerikanischer Malakologe und Biologe                                                  | 80    |       |
| 11. November | Mr. 3-2                                  | US-amerikanischer Rapper                                                               | 44    |       |
| 11. November | Peter Nthwane                            | südafrikanischer Jazztrompeter                                                         | 64    |       |
| 11. November | Aki Schmidt                              | deutscher Fußballspieler                                                               | 81    |       |
| 11. November | Werner Scholze-Stubenrecht               | deutscher Redakteur                                                                    | 68    |       |
| 11. November | Raynoma Singleton                        | US-amerikanische Sängerin, Arrangeurin und Produzentin                                 | 79    |       |
| 11. November | Robert Vaughn                            | US-amerikanischer Schauspieler                                                         | 83    |       |
| 10. November | David W. Adamany                         | US-amerikanischer Politikwissenschaftler und Hochschullehrer                           | 80    |       |
| 10. November | Hans Bellin                              | deutscher Mediziner                                                                    | 84    |       |
| 10. November | Ndiouga Dieng                            | senegalesischer Sänger                                                                 | 71    |       |
| 10. November | Magdalene Ehlers                         | deutsche Schriftstellerin                                                              | 93    |       |
| 10. November | Nikola Korabow                           | bulgarischer Filmregisseur, Drehbuchautor und Schauspieler                             | 87    |       |
| 10. November | Vilhelm Koren                            | norwegischer Industriedesigner                                                         | ≈95   |       |
| 10. November | Helmut Rechenberg                        | deutscher Physiker                                                                     | 79    |       |
| 10. November | Frank Ludwig Weichman                    | deutsch-kanadischer Physiker auf dem Gebiet der Kondensierten Materie                  | 86    |       |
| 9. November  | Greg Ballard                             | US-amerikanischer Basketballspieler                                                    | 61    |       |
| 9. November  | Tamar Bergman                            | israelische Schriftstellerin                                                           | 77    |       |
| 9. November  | Al Caiola                                | US-amerikanischer Gitarrist und Komponist                                              | 96    |       |
| 9. November  | Ramiro Cortés                            | chilenischer Fußballspieler                                                            | 85    |       |
| 9. November  | Hugh Foley                               | US-amerikanischer Ruderer                                                              | 72    |       |
| 9. November  | Herbert Möller                           | deutscher Mathematikdidaktiker                                                         | 87    |       |
| 9. November  | Charles Traeger                          | US-amerikanischer Jazzmusiker                                                          | 90    |       |
| 9. November  | La Veneno                                | spanische Fernsehpersönlichkeit und Varietédarstellerin                                | 52    |       |
| 9. November  | Jiří Všetečka                            | tschechischer Fotograf                                                                 | 79    |       |
| 8. November  | Houston Barks                            | US-amerikanischer Country-Musiker                                                      | 87    |       |
| 8. November  | Bernhard Bosse                           | deutscher Verleger                                                                     | 94    |       |
| 8. November  | Raoul Coutard                            | französischer Kameramann und Fotograf                                                  | 92    |       |
| 8. November  | Helmuth Kern                             | deutscher Politiker                                                                    | 89    | [ 2 ] |
| 8. November  | Mario Foglietti                          | italienischer Drehbuchautor und Fernsehregisseur                                       | 80    |       |
| 8. November  | Klaus Metzger                            | deutscher Basketballschiedsrichter                                                     | 64    |       |
| 8. November  | Pertti Nieminen                          | finnischer Eishockey- und Fußballspieler                                               | 79    |       |
| 8. November  | Johannes Pechstein                       | deutscher Mediziner                                                                    | 86    |       |
| 8. November  | Helga Ruebsamen                          | niederländische Schriftstellerin                                                       | 82    |       |
| 8. November  | Ian W. M. Smith                          | britischer Physikochemiker                                                             | 79    |       |
| 8. November  | Umberto Veronesi                         | italienischer Mediziner und Politiker                                                  | 90    |       |
| 7. November  | Helmut Bauer                             | deutscher Chemiker und Pädagoge                                                        | 91    |       |
| 7. November  | Leonard Cohen                            | kanadischer Singer-Songwriter, Dichter und Schriftsteller                              | 82    |       |
| 7. November  | Nadir Fernandes                          | brasilianische Schauspielerin                                                          | 78    |       |
| 7. November  | Wolfgang Gaschütz                        | deutscher Mathematiker                                                                 | 96    |       |
| 7. November  | Robert Noel Hall                         | US-amerikanischer Physiker                                                             | 96    |       |
| 7. November  | Gerhard Merkl                            | deutscher Jurist und Politiker                                                         | 76    |       |
| 7. November  | Lika Mutal                               | niederländisch-peruanische Bildauerin                                                  | 77    |       |
| 7. November  | Janet Reno                               | US-amerikanische Juristin und Politikerin                                              | 78    |       |
| 7. November  | Werner Walter                            | deutscher Ufologe                                                                      | 59    |       |
| 7. November  | Jimmy Young                              | britischer Hörfunkmoderator und Sänger                                                 | 95    |       |
| 6. November  | Rolf Gautschi                            | Schweizer Bildender Künstler und Kunstlehrer                                           | 84    |       |
| 6. November  | Zoltán Kocsis                            | ungarischer Pianist                                                                    | 64    |       |
| 6. November  | Rafael Martínez Sáinz                    | mexikanischer Bischof                                                                  | 81    |       |
| 6. November  | Redovino Rizzardo                        | italienisch-brasilianischer Bischof                                                    | 77    |       |
| 6. November  | Enrique Romero Cano                      | kolumbianischer Journalist und Schriftsteller                                          | 58    |       |
| 6. November  | Jos Romersa                              | luxemburgischer Turner                                                                 | 101   |       |
| 6. November  | Harry de Vlugt                           | niederländischer Fußballspieler                                                        | 69    |       |
| 5. November  | John Carson                              | britischer Filmschauspieler                                                            | 88    |       |
| 5. November  | Ralph J. Cicerone                        | US-amerikanischer Klimatologe                                                          | 73    |       |
| 5. November  | Abdulla Oripov                           | sowjetischer bzw. usbekischer Dichter                                                  | 75    |       |
| 5. November  | Lucky Ranku                              | südafrikanischer Gitarrist                                                             | 75    |       |
| 5. November  | Rodolfo Stavenhagen                      | mexikanischer Soziologe                                                                | 84    |       |
| 5. November  | Marek Svatoš                             | slowakischer Eishockeyspieler                                                          | 34    |       |
| 5. November  | Udo Tesch                                | deutscher Politiker                                                                    | 83    |       |
| 5. November  | Giles Waterfield                         | britischer Museums- und Ausstellungsleiter sowie Kunsthistoriker                       | 67    |       |
| 4. November  | Peter Brand                              | britischer Literaturwissenschaftler                                                    | 93    |       |
| 4. November  | Eddie Harsch                             | kanadischer Musiker                                                                    | 59    |       |
| 4. November  | Hans Hesele                              | österreichischer Politiker                                                             | 89    |       |
| 4. November  | Jean-Jacques Perrey                      | französischer Komponist                                                                | 87    |       |
| 4. November  | Janusz Stefański                         | polnischer Jazz-Schlagzeuger                                                           | 70    |       |
| 4. November  | Branka Stilinović                        | kroatische Opernsängerin                                                               | 90    |       |
| 3. November  | Clive Derby-Lewis                        | südafrikanischer Politiker                                                             | 80    |       |
| 3. November  | Maggie Furey                             | britische Fantasyautorin                                                               | 60    |       |
| 3. November  | Wolfgang Sembdner                        | deutscher Schauspieler                                                                 | 69    |       |
| 3. November  | Kay Starr                                | US-amerikanische Jazzsängerin                                                          | 94    |       |
| 3. November  | Heinz Strebele                           | österreichischer Fußballspieler                                                        | 69    |       |
| 3. November  | Karl Joachim Thomé-Kozmiensky            | deutscher Ingenieur und Fachbuchautor                                                  | 80    |       |
| 2. November  | Bob Cranshaw                             | US-amerikanischer Jazzbassist                                                          | 83    |       |
| 2. November  | Alex Hamilton                            | britischer Autor und Journalist                                                        | 85    |       |
| 2. November  | Klaus W. Jonas                           | deutscher Germanist und Bibliograf                                                     | 96    | (PDF) |
| 2. November  | Davor Krapac                             | jugoslawischer bzw. kroatischer Rechtswissenschaftler                                  | 69    |       |
| 2. November  | Oleg Popow                               | russischer Clown und Pantomime                                                         | 86    |       |
| 2. November  | Samuel Schatzmann                        | Schweizer Dressurreiter                                                                | 61    |       |
| 1. November  | Sverre Andersen                          | norwegischer Fußballspieler                                                            | 80    |       |
| 1. November  | Tina Anselmi                             | italienische Politikerin                                                               | 89    |       |
| 1. November  | Dave Broadfoot                           | kanadischer Comedian                                                                   | 90    |       |
| 1. November  | Bernard Dupuch                           | französischer Radrennfahrer                                                            | 69    |       |
| 1. November  | Hans-Jürgen Grasemann                    | deutscher Jurist                                                                       | 70    |       |
| 1. November  | Bap Kennedy                              | britischer Sänger                                                                      | 54    |       |
| 1. November  | Gianfranco Menegali                      | italienischer Fußballschiedsrichter                                                    | 83    |       |
| 1. November  | Sigrid Meuschel                          | deutsche Politikwissenschaftlerin                                                      | 71    |       |
| 1. November  | Lene Tiemroth                            | dänische Schauspielerin                                                                | 73    |       |